# 国鉄クハ15形電車
クハ15形は、かつて日本国有鉄道およびその前身である鉄道省等に在籍した、木造直流用電車（三等制御付随車）である。

## 概要
本形式は、1928年（昭和3年）10月1日に施行された、車両称号規程改正によって制定されたもので、木製制御付随車に対し付与されたものである。付随車がその車体幅によってサハ6形/サハ19形（狭幅）、サハ25形（中幅）、サハ26形（広幅）と明確に区分されたのに対し、制御車であるクハ15形には中幅車、広幅車が混在している。称号規程改正前の旧形式は、全車が中幅車であるクハ23500形であったが、改正後の増備車には広幅のサハ26形が種車となっている。
1928年の称号規程改正時には、24両（15001 - 15009, 15035 - 15049）が本形式となったが、称号規程改正後の1929年（昭和4年）春までに25両（15010 - 15034）が追加されている。
本形式は制御付随車であったが、改造落成時は屋根上にパンタグラフを装備していた。しかし、実際にはほとんど使用されることはなく、間もなく撤去された。

## クハ5形問題
また、狭幅の付随車が制御電圧の差異によりサハ6形（600V）とサハ19形（100V）に区分されたにもかかわらず、制御電圧100Vのクハ15形に対して、研究者の間では制御電圧600Vのクハ5形の存在がしばしば囁かれており、長年にわたって車歴簿の作成に支障を生じる状況が続いていた。これには、1928年の称号規程改正時に形式5を称する形式が欠番となっていたということもある。
国電研究の第一人者である沢柳健一が1997年に「決定版 旧型国電車両台帳」を発刊した際にも、これが原因で1928年以降の状況のみの収録とせねばならなかったほどである。この問題については、2006年に発刊された「旧型国電車両台帳 院電編」でようやく解明がなされた。当時の趣味者にクハ5形を実見した者がいないこと、クハ15形が制御電圧600Vのモハ1形と混結されていた記録が残っている等の状況証拠から、理由は不明であるが制御電圧600V車をクハ5形とする計画は実施段階になって破棄され、両者は制御電圧の差異にかかわらずクハ15形に統合されたものと判明した。
これによって、日本の国有鉄道の旧形電車に関して最大の謎となっていた「クハ5形問題」は、ようやく解決を見たのである。

## 番号新旧対照
本形式への改造は、1928年の車両称号規程改正をまたいで行われた。改正以前に行われたものは、中幅車体で、長車体乗降廊型のサハ33700形、デハ23450形、短車体昇降廊型のサハ23600形、長車体出入口客室直結型電動車のデハ23500形で、全てクハ23500形に編入された。規程改正後は、広幅車体型のサハ26形（旧サハ33550形）に対して行われた。
- クハ15001 ← クハ23515 ← サハ33734
- クハ15002 ← クハ23516 ← サハ23629
- クハ15003 ← クハ23517 ← サハ23630
- クハ15004 ← クハ23518 ← サハ23631
- クハ15005 ← クハ23519 ← サハ23632
- クハ15006 ← クハ23520 ← サハ23633
- クハ15007 ← クハ23521 ← サハ23634
- クハ15008 ← クハ23522 ← サハ23635
- クハ15009 ← クハ23523 ← サハ23636

- クハ15035 ← クハ23511 ← デハ23455
- クハ15036 ← クハ23514 ← サハ33733
- クハ15037 ← クハ23513 ← サハ33731
- クハ15038 ← クハ23500 ← デハ23500
- クハ15039 ← クハ23503 ← デハ23505
- クハ15040 ← クハ23504 ← デハ23506
- クハ15041 ← クハ23505 ← デハ23509
- クハ15042 ← クハ23506 ← デハ23508
- クハ15043 ← クハ23507 ← デハ23511
- クハ15044 ← クハ23508 ← デハ23510
- クハ15045 ← クハ23501 ← デハ23501
- クハ15046 ← クハ23502 ← デハ23504
- クハ15047 ← クハ23509 ← デハ23513
- クハ15048 ← クハ23510 ← デハ23512
- クハ15049 ← クハ23511 ← デハ23514

- クハ15010 ← サハ26124 ← サハ33550
- クハ15011 ← サハ26125 ← サハ33551
- クハ15012 ← サハ26126 ← サハ33552
- クハ15013 ← サハ26127 ← サハ33553
- クハ15014 ← サハ26128 ← サハ33554
- クハ15015 ← サハ26129 ← サハ33555
- クハ15016 ← サハ26130 ← サハ33556
- クハ15017 ← サハ26131 ← サハ33557
- クハ15018 ← サハ26132 ← サハ33558
- クハ15019 ← サハ26133 ← サハ33559
- クハ15020 ← サハ26134 ← サハ33560
- クハ15021 ← サハ26135 ← サハ33561
- クハ15022 ← サハ26136 ← サハ33562
- クハ15023 ← サハ26137 ← サハ33563
- クハ15024 ← サハ26138 ← サハ33564
- クハ15025 ← サハ26139 ← サハ33565
- クハ15026 ← サハ26140 ← サハ33566
- クハ15027 ← サハ26141 ← サハ33567
- クハ15028 ← サハ26142 ← サハ33568
- クハ15029 ← サハ26143 ← サハ33569
- クハ15030 ← サハ26144 ← サハ33570
- クハ15031 ← サハ26145 ← サハ33571
- クハ15032 ← サハ26146 ← サハ33572
- クハ15033 ← サハ26147 ← サハ33573
- クハ15034 ← サハ26148 ← サハ33574

## クハ6形への改造
1935年（昭和10年）から1942年（昭和17年）にかけ、8両が私鉄の国有化によって生じた地方電化路線向けに、架線電圧600V用に改造された。この改造に関する詳細は、国鉄クハ6形電車を参照されたい。

## 鋼体化改造
1934年（昭和9年）から実施された木製車の鋼体化改造では、本形式も1936年（昭和11年）から1941年（昭和16年）にかけて広幅車18両が対象となり、クハ65形となった。その状況は次のとおりである。
- 15013 → 65125
- 15014 → 65019
- 15016 → 65110
- 15017 → 65121
- 15018 → 65112
- 15020 → 65020

- 15021 → 65123
- 15023 → 65027
- 15024 → 65118
- 15025 → 65115
- 15026 → 65120
- 15027 → 65127

- 15028 → 65114
- 15029 → 65117
- 15030 → 65122
- 15031 → 65119
- 15032 → 65124
- 15034 → 65116

## クハ79形への改造
1944年（昭和19年）、太平洋戦争の激化による通勤輸送の確保のため、本形式のうち鋼体化の対象から外されていた中幅木製車の資材を再用して、4扉20m級車体のクハ79形が製作された。この改造の対象となったのは、5両（15004, 15006, 15009, 15035, 15039）で、それぞれ79009, 79002, 79004, 79005, 79012となった。

## 1953年車両形式称号規程改正による変化

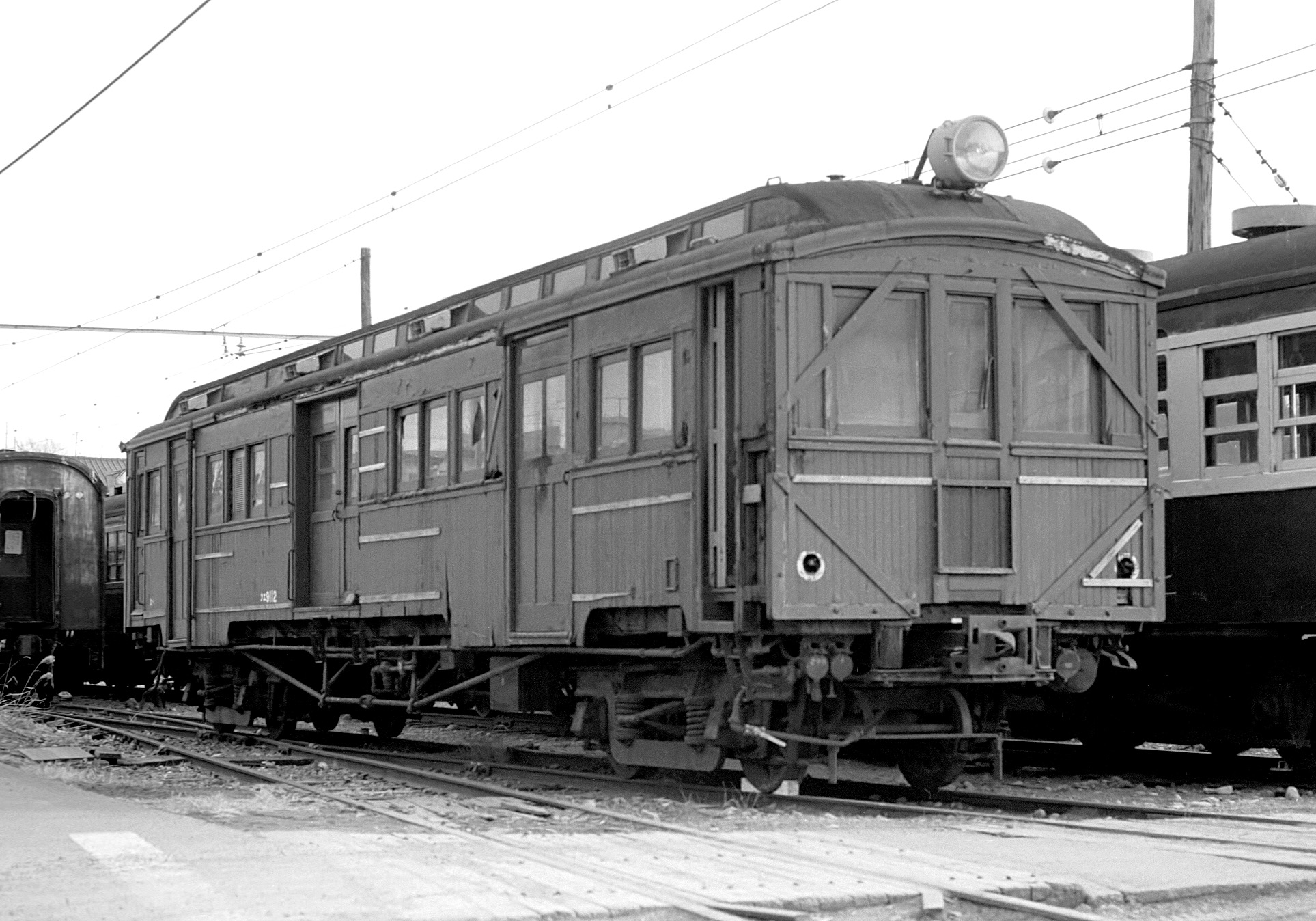
クエ9110形救援車（クエ9112）
国鉄大船工場（当時）にて
1978年2月2日

1953年（昭和28年）6月1日に実施された車両形式称号規程改正時点では、すでに営業用に供されているものはなく、3両（15041, 15042, 15048）が救援車、1両（15012）が職用車として使用されているのみであった。前者はクエ9110形に改称され、それぞれクエ9111, 9110, 9112に、後者はクヤ9000形（9000）に改称された。このうち、クエ9110, 9112については、首都圏の電車区で1970年代後半まで使用され、木造国電の掉尾を飾った。
クエ9110形のクエ9112は1977年7月に廃車された。このクエ9112の廃車により、国鉄から木造電車（私鉄買収車を除く）が消滅した。